# Jean-Auguste-Valentin Coste
Jean-Auguste-Valentin Coste, francoski general, * 14. februar 1881, † 9. avgust 1960.